# Germanische Substrathypothese
Die germanische Substrathypothese ist eine 1910 von Sigmund Feist publizierte Theorie, der zufolge anscheinend nicht-indogermanische Elemente in den germanischen Sprachen auf ein sprachliches Substrat von nichtindogermanischen Vorbewohnern Mitteleuropas zurückgehen.
Die Frage, welche Völker und Kulturen es sein sollen, denen das Substratmaterial entstamme, ist allerdings unter den Unterstützern der Hypothese ein Thema anhaltender Diskussionen geblieben.
Die Hypothese gewann aufgrund ihrer Klarheit und Stringenz zunächst viele Anhänger.
Laut dem Indogermanisten Wolfram Euler (2009) kann die Theorie mittlerweile jedoch als widerlegt gelten.

## Die wichtigsten Aussagen der Substrathypothese
Feist versuchte mit dieser Hypothese nicht nur die nicht-indogermanischen Teile des Wortschatzes der germanischen Sprachen zu erklären, sondern auch die typisch germanische Anfangsbetonung und die erste Lautverschiebung. Der These zufolge entstand die urgermanische Sprache um 2000 v. Chr. als eine Art Kreolsprache zwischen einer frühen indogermanischen Sprachform und derjenigen der im Nord- und Ostseeraum ansässigen Urbevölkerung. Die Substrathypothese argumentiert, dass aus dem Osten kommende Indogermanen (nach damaliger Ansicht vor allem Schnurkeramiker und Bandkeramiker) sich mit der nichtindogermanischen Vorbevölkerung vermischt hätte, nach damaliger Ansicht vor allem mit den Trägern der Trichterbecherkultur.
Dadurch wird die Tatsache zu erklären versucht, dass die germanischen Sprachen nicht wenige Lexeme enthalten, die in anderen indogermanischen Sprachen keine oder nur eine unsichere Entsprechung besitzen, ebenso grammatikalische Formen und das Phänomen der germanischen Lautverschiebung. Zu den übernommenen Begriffen gehören vorwiegend welche aus dem Bereich der Seefahrt und des Handwerks. Dies kann so verstanden werden, dass die „Ureinwohner“ auf diesen Feldern erfahrener waren als die später herrschenden Neuankömmlinge.
Die These wurde in dieser Form ab 1932 von Sigmund Feist formuliert, der noch schätzte, dass rund ein Drittel des urgermanischen Grundwortschatzes aus diesem nicht-indogermanischen Substrat stammen und die vermutete Vereinfachung des Flexionssystems im Urgermanischen die Folge einer Pidginisierung war.
Die Hypothese fand zunächst viel Zustimmung, weil sie mit wenigen und für sich genommen plausiblen Annahmen viel erklären zu können schien. Da „Scherben nicht reden können“, blieben aber zeitliche und sachliche Zuordnungen schwierig. Die Beantwortung der Frage, welche Bevölkerungsgruppe das Substratmaterial geliefert haben könnte, blieb Gegenstand akademischer Debatten und Forschungen. Auf dem Gebiet der frühest fassbaren Germanen kommen dazu Sprecher der Ertebølle-, Trichterbecher-, Tiefstichkeramik- und Schnurkeramik-Kulturen in Frage. Allerdings ist völlig unklar, welche Sprache diese Menschen sprachen. Auch ist völlig unklar, ob die archäologischen Kulturen sich über mehrere Sprachfamilien hinweg zogen.

## Das Germanische als besondere Sprachgruppe
Die germanischen Sprachen bilden innerhalb des Indogermanischen einen eigenständigen Zweig, der durch teils weitreichende Veränderungen charakterisiert ist. Gemäß dem Grimm’schen Gesetz haben sie eine Lautverschiebung vollzogen, die alle Plosive betraf. Die germanischen Sprachen haben außerdem eine Reihe von Innovationen in der Grammatik und der Phonologie gemeinsam: Zwei der ursprünglich acht indogermanischen Kasus des Substantivs, die in meist als konservativ eingestuften Sprachen wie dem Litauischen oder dem Sanskrit noch vorhanden sind, fehlen im Germanischen: Der Ablativ fehlt komplett, der Lokativ ist mit dem Dativ zusammengefallen. Das germanische Verb wurde ebenfalls deutlich gewandelt, es weist weniger Modi und Tempora sowie weniger Verwendungen des Passivs auf, als etwa noch im Lateinischen erhalten sind. Der alte Aorist ist bis auf Relikte verschwunden, dagegen wurde ein Dentalpräteritum neu gebildet. Die Germanische Substrathypothese versucht, diese Merkmale als Ergebnis einer Kreolisierung zu erklären.

## Einzeltheorien

### Die Position John A. Hawkins
John A. Hawkins, einer der wenigen verbliebenen Unterstützer der Hypothese, legt in seinem Einführungsartikel zu den germanischen Sprachen in dem Buch The Major Languages of Western Europe die Argumente für ein vorgermanisches Substrat dar. Er argumentiert, dass die „Urgermanen“ auf ein nicht-indogermanisches Volk getroffen seien und zahlreiche Merkmale aus der Sprache dieses Volkes entlehnt hätten. Damit stellt er die Hypothese auf, dass die erste Lautverschiebung sich daraus ergab, dass nicht-indogermanische Völker versuchten, indogermanische Laute auszusprechen, und dabei auf den in ihrer eigenen Sprache am nächsten stehenden Laut auswichen. Die schnurkeramische Kultur ist eine alte, von Archäologen identifizierte Kultur, deren Angehörige als mögliche Sprecher jener Idiome gelten können, die die germanischen Sprachen mit ihrer nicht-indogermanischen Sprache beeinflusst haben könnten. Alternativ kann allerdings im Zusammenhang mit der Kurgan-Hypothese die Schnurkeramik als eine bereits „kurganisierte“ Kultur verstanden werden, die auf dem Substrat der älteren Trichterbecherkultur aufbaut.

### Die Hypothese von Kalevi Wiik
Eine gewisse Anzahl von Wortstämmen für moderne europäische Wörter scheint den Herkunftsbereich dieser Einflüsse einzugrenzen. So legen etwa der Wortstamm des Baumnamens „Esche“ oder andere Bezeichnungen aus der menschlichen Umwelt eine Herkunft dieser Substratbegriffe aus Nordeuropa nahe.
Kalevi Wiik, emeritierter Professor der Phonetik aus Finnland, schlug im Jahr 2002 eine sehr kontroverse Hypothese vor, nämlich dass das vorgermanische Substrat finnougrischer Herkunft gewesen sei. Wiik behauptete, dass es Ähnlichkeiten zwischen den typischen Falschaussprachen des Englischen durch Sprecher des Finnischen und der historischen Lautverschiebung vom Indogermanischen zum Urgermanischen gab. Wiiks Argument basiert auf der Annahme, dass es in Europa ursprünglich nur drei Sprachgruppen gegeben habe: Finnougrisch, Indogermanisch und Baskisch, entsprechend den drei eiszeitlichen Refugien. Demnach hätten Sprecher des Finnougrischen als erste große Teile Europas besetzt, und die Sprache der neu angekommenen Indogermanen wäre von der einheimischen finnougrischen Bevölkerung beeinflusst worden, was die germanische Ursprache hervorgebracht hätte.
Die seriöse Forschung hat diese Hypothese zurückgewiesen. Aufgrund der methodischen Mängel und forschungsethischer Probleme wurden Wiiks Arbeiten dazu bereits im Jahre 2002 sogar als Pseudowissenschaft charakterisiert.

## Wörter aus nicht-indogermanischen Sprachen
Hawkins behauptet außerdem (ähnlich wie ursprünglich Feist), dass mehr als ein Drittel des ursprünglichen germanischen Wortschatzes nicht-indogermanischer Herkunft sei, und verweist auf die hypothetische Substratsprache als Ursache. Einige Wortfelder werden nach Hawkins sogar von nicht-indogermanischen Wörtern dominiert, etwa Begriffe aus der Seefahrt, der Landwirtschaft, dem Kriegswesen, Handwerk und Bauwesen, Namen von Tieren und Fischen sowie die Bezeichnungen gesellschaftlicher Institutionen. Hawkins führte dafür zahlreiche Beispiele aus der englischen Sprache an, die sich meist ins Deutsche übertragen lassen:
| Seefahrt | Kriegführung/Waffen                                                        | Tiere/Fische                                                                                          | Gemeinschaft | Sonstige |
| --- | -------------------------------------------------------------------------- | --- | --- | --- |
| - See (*saiwaz) - Schiff (*skipan) - Strand (*strandō) - Ebbe (*abjōn) - steuern (*steurjanan) - Segel (*seglan) - Kiel (*keluz) - englisch oar ‚Ruder‘ (*airō) - Mast (*mastaz) - Nord (*nurþera-) - Süd (*sunþera-) - Ost (*austera-) - West (*westera-) | - Schwert (*swerdan) - Schild (*skelduz) - Helm (*χelmaz) - Bogen (*bugōn) | - Karpfen (*karpa) - Aal (*ēlaz) - Kalb (*kalbam) - Bär (*beran) - Lamm (*lambaz) - Storch (*sturkaz) | - König (*kuningaz) - Knecht (*kneχtaz) - Haus (*χusan) - Weib (*wīban) - Braut (*bruþiz) - Bräutigam (*guman) - Erde (*erþō) - Ding (*þengan) | - trinken (*đrenkanan) - laufen (*χlaupanan) - Bein (*bainan) - Hand (*χanduz) - siech (*seukaz) - übel (*ubilaz) - lützel ‚klein‘ (*luttilaz, zu *luttiz ~ *-jaz, vgl. Lütjenburg, Luxemburg/Lëtzebuerg) |

## Kritik

### Der Haupteinwand
Der Hauptgrund dafür, dass die germanische Substrattheorie heute als widerlegt gilt, ist, dass für sehr viele der vermeintlich nicht-indogermanischen Wörter im rekonstruierten urgermanischen Lexikon inzwischen doch etymologische Vergleichspunkte in anderen indogermanischen Sprachen gefunden worden sind. Einige Beispiele dafür in der oben genannten Wortliste sind:
- Helm: Konkretbildung auf -mo- zu germ. *helanan ‚hehlen, verbergen‘, zu idg. *ḱel- ‚bergen, verhüllen‘, vgl. sanskritisch śárman ‚Schirm, Schutzdach, Decke‘,[5] thrakisch zalmós ‚Tierhaut‘[6][7]
- Ost: verkürzt aus Osten, Nominalbildung zum Richtungsadverbe ahd. ōstar ‚im, nach Osten‘, zu germ. *austera-, mit Kontrastivsuffixe *-tero zu idg. *h₂eus- ‚Morgenröte‘, vgl. lateinisch auster, -trī ‚Südwind, Süden‘.[8]
- Weib: zu germ. *wīban, zu idg. *gʷíh₂bʰo-,[9] vgl. tocharisch B kwipe ‚Scham, Schande‘[10]
- Ebbe: zu germ. *abjōn ‚das Ab-, Wegfließende‘, Nominalbildung zu *aba ‚ab, weg‘, zu idg. *h₂p-ó- (im Allativ) ‚von, weg‘[11]
- Nord: zum Richtungsadverbe germ. *nurþera-, zu *h₁nr-tero-, Kontrastivbildung auf -tero zur Schwundstufe von idg. *h₁ner- ‚unten; links‘, vgl. griech. nérteros ‚unterer, unterirdisch‘, umbr. nertru ‚links‘
- Süd: neben ahd. sundar ‚südlich, südwärts‘, zu germ. *sunþera-, Adverbialbildung zu *sunnōn ‚Sonne‘, der schwache Stamm von *sōel, das auf einen altes l-/n-Heteroklitikon idg. *séh₂u-el zurückgeht
- West: zum Richtungsadverbe germ. *westera-, Adverbialbildung zu ableitbarem *wes-, vielleicht reduziert aus idg. *uekʷsp- ‚Abend‘.[12]
- Schild: zu germ. *skeldu-, zu *skelH-tú-, tu-Abstraktum gebildet zu idg. *skelH- ‚aufschlitzen, spalten‘, vgl. litauisch skìltis ‚Scheibe‘
- Storch: zu germ. *sturkaz, zu idg. *str̥go-, Gutturalerweiterung der Schwundstufe von *ster- ‚steif‘.[13]
- Bär: zu idg. *bʰerH- ‚hell, braun‘, vgl. litauisch bė́ras. Der Bär wäre demnach ähnlich wie in anderen idg. Sprachen im Germanischen tabuistisch als „der Braune“ bezeichnet worden
- trinken: zu idg. *dʰré-n-g-e-, nasalierte Form aus *dʰreg- ‚ziehen, dahinziehen, gleiten, streifen‘, vgl. litauisch drė́gti ‚befeuchten‘, drė́gnas ‚feucht‘.[14]
- Bräutigam (mhd. gome, ahd. gomo): zu germ. *guman-, zu idg. *dʰǵʰm̥-on- ‚Mensch, Mann‘, mit possessivem oder individualisierendem n-Suffixe zu *dʰeǵʰ-m- ‚Erde‘. Das germanische Wort entspricht etymologisch ohnehin genau lat. homō und altlitauisch žmuõ.[15][16]
- Schiff: zu germ. skipan ‚Einbaum, Gefäß‘, entweder Entlehnung aus lat. scyphus ‚Trinkbecher‘,[17] oder schwundstufige Bildung zur Labialerweiterung zu idg. *skei- ‚schneiden, trennen‘, vgl. lettisch šk̨ibît ‚hauen, schneiden‘;[18] das ahd. Etymon bedeutete sowohl ‚Wasserfahrzeug‘ als auch ‚Fass, Gefäß‘.
- Strand: zu germ. *strandō,[19] zu idg. *sterh₃- ‚hin-, ausbreiten, (aus)streuen‘.
- König: zu germ. *kuningaz, Zugehörigkeitsbildung zu *kunjan ‚(vornehmes) Geschlecht‘ (vgl. mhd. künne ‚ds.‘, ahd. kunirīhhi ‚Staatswesen, Reich‘), zu idg. *ǵnh₁-io-, schwundstufige Bildung zu *ǵenh₁- ‚erzeugen, gebären‘, vgl. lat. genus ‚Abstammung, Geschlecht, Gattung‘

Allein diese unvollständige Auflistung lässt erkennen, warum die Substrattheorie in ihrer ursprünglichen Form nicht mehr viele Unterstützer hat. Die meisten neueren wissenschaftlichen Veröffentlichungen über die vor- und urgermanische Sprache erwähnen die Substrathypothese nicht mehr, darunter Joseph B. Voyles’ Early Germanic Grammar. In einigen Kreisen wird die Theorie hingegen noch vertreten, darunter in der Leidener Schule der Historiolinguistik.

### Weitere Einwände gegen die Substrattheorie
Abgesehen davon, dass für viele vermeintlich isolierte germanische Wörter inzwischen indogermanische Vergleiche gefunden wurden, muss es sich auch bei tatsächlich isolierten germanischen Lexemen nicht um Neuerungen oder Einflüsse einer Substratsprache handeln, vielmehr besteht immer die Möglichkeit, dass das indogermanische Wort nur im Germanischen erhalten geblieben ist und deswegen mangels Vergleichsmöglichkeit nicht als indogermanisch ererbt zu erkennen ist. Der Münchner Indogermanist Wolfram Euler weist darauf hin, dass

„der enorm lange Zeitraum von etwa 1500 bis 1800 Jahren, in denen sich das Urgermanische weitgehend für sich entwickelte, gut und gerne aus[reicht], um die belegbaren lexikalischen Innovationen auch ohne Substrate oder andere größere Umwälzungen plausibel erklären zu können.“

Dies umso mehr, als es bei etlichen germanischen „Neologismen nachvollziehbare Gründe gibt, warum Erbworte ersetzt wurden“.
Zwei weitere Gegenargumente sind laut Euler,

„dass die von Feist angeführten Felder ‚Bewaffnung‘ und ‚Gesellschaft‘ zu denen die unterworfene Urbevölkerung angeblich besonders viele Worte beigesteuert hätte, gerade nicht die Bereiche sind, in denen Eroberer üblicherweise Begriffe von Unterworfenen übernehmen.“

Schließlich habe

„die Verlagerung des Akzents auf die Stammsilbe – ein zentrales Argument der germanischen Substrattheorie – mit hoher Wahrscheinlichkeit nicht bereits in der frühen Bronzezeit stattgefunden, sondern viel später, in der vorrömischen Eisenzeit.“

Aus allen diesen Gründen gelte diese Theorie heute als weitgehend überholt.

## Reaktionen
Vor allem anknüpfend an das Argument, dass das etymologisch unerklärte germanische Vokabular sich in Bereichen wie „Bewaffnung“ und „Gesellschaft / Herrschaft“ konzentriert, und dass dies vielmehr auf Superstrateinfluss schließen lasse, formulierte Theo Vennemann (2003) die Hypothese, dass ein semitisches Superstrat im Germanischen vorliege.